# Calocarides laevis
Calocarides laevis är en kräftdjursart som först beskrevs av Eugène Louis Bouvier 1915.  Calocarides laevis ingår i släktet Calocarides och familjen Axiidae. Inga underarter finns listade i Catalogue of Life.